# Lucjusz Cyncjusz Alimentus
Lucjusz Cyncjusz Alimentus, łac. Lucius Cincius Alimentus (II poł. III w. p.n.e.) – rzymski polityk i historyk, uczestnik II wojny punickiej.
Wiadomo, że pełnił urząd pretora. Dowodził oddziałami walczącymi z siłami kartagińskimi na Sycylii i w południowej Italii. Dostał się do niewoli (208 p.n.e.), w której spędził resztę wojny, poznał wówczas Hannibala Barkidę. Był autorem zaginionej pracy poświęconej historii Rzymu, którą napisał zainspirowany dziełem Kwintusa Fabiusza Piktora. Zaliczany jest do annalistów starszych.

## Życiorys
Pochodził ze stanu senatorskiego, był niewiele młodszy od Fabiusza Piktora i działał równolegle z nim. Czynny w dobie II wojny punickiej, w 210 roku p.n.e. piastował urząd pretora. Skierowany na Sycylię, walczył tam z Kartagińczykami, dowodząc legionami „kanneńskimi”, czyli złożonymi z żołnierzy, którzy przeżyli bitwę pod Kannami. Dwa lata później prowadził kampanię przeciw siłom Hannibala Barkidy w południowej Italii. Dostał się wówczas do niewoli, podczas walk o Locri. Miał za zadanie opanować to miasto, lecz został pojmany, prawdopodobnie kiedy poprowadził wypad i zaskoczyło go nagłe przybycie oddziału Numidów w służbie punickiej. Tylko części spośród jego żołnierzy udało się dotrzeć z powrotem na okręty, którymi przypłynęli z Sycylii. Cyncjusz Alimentus spędził w niewoli kolejne siedem lat, aż do końca wojny. Był dobrze traktowany z racji przynależności do arystokracji i w tym czasie poznał osobiście Hannibala. Jego dalsze losy nie są znane, niektóre opracowania przypisują mu posłowanie do Grecji w 155 roku p.n.e.

## Dzieło
Cyncjusz Alimentus był drugim (po Fabiuszu Piktorze) historykiem rzymskim, zalicza się go do grupy annalistów starszych. Napisał po grecku dzieło poświęcone dziejom Miasta Wilczycy od jego założenia po czasy sobie współczesne, w układzie rocznikarskim. Nie wiadomo jaki nosiło tytuł. Całość pracy zaginęła, zachowało się zaledwie kilka fragmentów. Ich niewielka liczba uniemożliwia próbę jej zrekonstruowania czy oceny różnic względem pracy poprzednika.
Przypisywano mu również kilka łacińskich prac antykwarycznych, traktujących o dawnym prawie i instytucjach publicznych w Rzymie, takich jak De fastis, De comitiis czy De consulum poteste, lecz ich prawdziwym autorem był niejaki Lucjusz Cyncjusz, żyjący najpewniej w I wieku p.n.e.
Najprawdopodobniej dla pretora bodźcem do napisania dzieła historycznego, podobnie jak u Fabiusza Piktora, była świadomość znaczenia zwycięstwa nad Kartaginą oraz chęć przeciwstawienia się prokartagińskim opiniom i wykorzystanie historii jako środka propagandowego, by odpowiednio przedstawić Rzymian światu hellenistycznemu. Dlatego pisał po grecku, co również wynikało z uniwersalnego charakteru tego języka, jak i mogło wynikać z ówczesnego braku prac historycznych po łacinie.
Na podstawie zachowanych fragmentów można przypuszczać, że narracja jego dzieła była urozmaicona, Cyncjusz Alimentus przytaczał legendy, a wypowiedzi starał się komponować w sposób dramatyczny. Wykazywał pewne zainteresowanie informacjami antykwarycznymi (przykładowo podał, że alfabet, który dotarł do Rzymu za pośrednictwem Ewandera był pochodzenia fenickiego) i etymologicznymi.
Zapewne jego głównym źródłem była praca Fabiusza Piktora, być może, tak jak on, najwięcej miejsca poświęcił przedstawieniu epoki królewskiej i wydarzeniom III wieku. Niewykluczone jednak, że mógł w odmienny sposób ująć dzieje Rzymu, dodać więcej uwag na przykład w opisie II wojny punickiej. Na pewno inaczej niż poprzednik datował powstanie Rzymu – na rok 729/728 p.n.e., co może oznaczać, iż zrelacjonował antyczne spory na temat chronologii tego wydarzenia. Przypuszczalnie uwzględnił część kartagińskiego punktu widzenia, dzięki bezpośrednim kontaktom z Hannibalem, który, wedle informacji Tytusa Liwiusza, przekazał mu choćby informację o stratach swojej armii od momentu przekroczenia Rodanu. Być może zaczerpnął je jednak nie od samego słynnego wodza, tylko jego otoczenia, niewykluczone, że poznał też dziejopisów towarzyszących Barkidzie, Silenosa i Sosylosa, co pozwoliło mu szerzej potraktować problematykę kartagińską. Dla Liwiusza był istotnym i ocenianym przezeń jako wiarygodne źródłem informacji dotyczącym liczebności sił kartagińskich, choć jednak we współczesnej historiografii wskazuje się na błąd w tych danych, być może wynik celowego zawyżenia, by przedstawić Kartaginę jako godnego przeciwnika Rzymu.
Z pracy Cyncjusza Alimentusa korzystał Kwintus Enniusz przy pracy nad eposem o II wojnie punickiej, być może sięgnął po nią Katon Starszy przy tworzeniu swojego dzieła historycznego Origo (Początki), natomiast najpewniej była nieznana Polibiuszowi. Wiadomo, że stanowiła źródło dla Dionizjosa z Halikarnasu, Tytusa Liwiusza i anonimowego zarysu Origo gentil Romanae (Początki narodu rzymskiego) z najprawdopodobniej IV wieku n.e., części Corpus Aurelianum. Brak odwołań do pracy pretora u Cycerona, natomiast pojawiają się u Gajusza Marka Wiktoryna i Serwiusza.
Max Cary i Howard Hayes Scullard zaliczają Cyncjusza Alimentusa, obok Fabiusza Piktora oraz poetów Newiusza i Enniusza, do autorów, którzy nadali literacki kształt tradycjom o początkach Rzymu. Jednak jego dzieło, jak można sądzić, nie było dużo lepsze niż Piktora, stan zachowania i niezbyt liczne odwołania u innych autorów wskazują na małą poczytność tej pracy.
Ocalałe fragmenty wydano w zbiorach Historicorum Romanorum reliquiae Hermanna Petera, L’annalistique romaine Martine Chassignet oraz Die frühen römischen Historiker Hansa Becka i Uwe Waltera.